# Vasilij Blažený
Vasilij Blažený (též Vasil Blažený, Vasilij Nahý, Васи́лий Блаже́нный; prosinec 1468 - snad 2. srpna 1557) byl ruský asketa typu známého jako jurodivý nebo „svatý blázen“. Ruské pravoslaví ho uctívá jako světce a je po něm pojmenován Chrám Vasila Blaženého na Rudém náměstí v Moskvě.

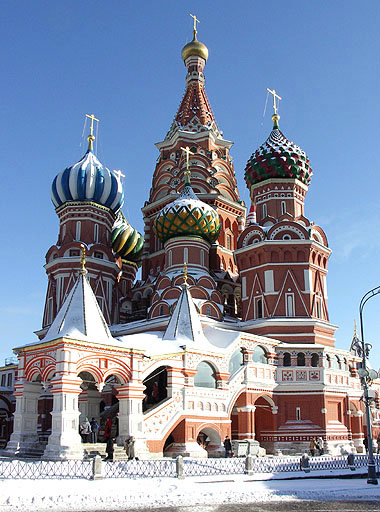
Chrám v Moskvě pojmenovaný po Vasilijovi

## Život
Vasilij se narodil v rodině nevolníků v prosinci 1468, jeho otec se jmenoval Jakub a jeho matka Anna. Původně se učil ševcem. Když mu bylo šestnáct, odešel do Moskvy. Tam pomáhal těm, kteří se styděli požádat o almužnu, ale potřebovali pomoc. Přijal výstřední životní styl. Kradl potraviny v obchodech a dával je chudým, aby zahanbil lakomce a pomohl potřebným. Chodil nahý a zatěžoval se řetězy. Kritizoval Ivana Hrozného, že se nevěnuje církvi. Údajně měl dar proroctví.
Když zemřel 2. srpna 1552 nebo 1557, jeho pohřeb vedl moskevský metropolita sv. Makarius a účastnilo se mnoho duchovních. Vasilij je pohřben v Chrámu Vasila Blaženého v Moskvě, který byl postaven Ivanem na památku dobytí Kazaně a byl později nazván po Vasilijovi. Vasilij byl formálně kanonizován roku 1588. Jeho svátek se slaví 2. srpna (15. srpna podle gregoriánského kalendáře).